# Willy Naessens-Euroclean
Willy Naessens-Euroclean oder Assur Carpets-Willy Naessens-Euroclean war ein belgisches professionelles Radsportteam, das von 1992 bis 1993 bestand.

## Geschichte
Das Team wurde 1992 unter der Leitung von Paul De Baeremaeker gegründet. Neben den beiden Siegen erwirkte das Team zwei Plätze beim Omloop van het Houtland Lichtervelde, beim Grote Prijs Stad Vilvoorde, beim Omloop Schelde-Durme und bei Zomergem-Adinkerke, Platz 3 beim Circuit des Frontières, vierte Plätze beim GP Stad Zottegem und beim Grote Prijs Raymond Impanis sowie sechste Plätze bei Paris-Brüssel und bei Dwars door Vlaanderen. 1993 konnte das Team neben den einem Sieg zweite Plätze beim GP Stad Zottegem, bei der Nokere Koerse, Zomergem-Adinkerke und bei Halle–Ingooigem, Platz 3 beim Omloop Vlaamse Scheldeboorden, Platz 5 beim Nationale Sluitingprijs und Platz 6 bei Grand Prix Cholet-Pays de la Loire belegen. Nach der Saison 1993 wurde das Team aufgelöst.
Hauptsponsor im ersten Jahr war die belgische Teppichfirma Assur Carpets. Im zweiten Jahr wurde eine belgische Baufirma, welche sich auf den Bau von Swimmingpools spezialisiert hat, der neue Hauptsponsor.

## Erfolge
1992
- GP Stad Zottegem
- eine Etappe Bayern-Rundfahrt

1993
- eine Etappe Herald Sun Tour

## Monumente-des-Radsports-Platzierungen
| Monument                 | 1992 | 1993 |
| ------------------------ | ---- | ---- |
| Flandern-Rundfahrt       | 79   | 79   |
| Lüttich–Bastogne–Lüttich | 27   | –    |

## Bekannte ehemalige Fahrer
- Jan Bogaert (1992–1993)
- Ludo Giesberts (1993)
- Nico Emonds (1993)
- Hans De Clercq (1993)